# 林頂立
林頂立（1908年—1980年11月19日），化名張秉承，台灣政治人物、情治人員，雲林縣莿桐鄉人，滿洲事變後，赴中国大陆參加抗日運動，二戰結束，任保密局台灣站站長。二二八事變發生時，組織「特別行動隊」，協助國民政府清鄉、逮捕政治犯。林頂立與黃朝琴、連震東、黃國書、劉啟光等人都是「半山」派的政治人物，屬軍統系。

## 簡介
林頂立又名林一平、林介之助。曾就读日本明治大學經濟學部。滿洲事變後，辍学赴中國，投身中國国民党政界。
1937年任职军统局，在越南、西贡、厦门、汕头从事特务与谍报工作。第二次世界大戰結束後，任保密局台湾站站长，兼任台湾省警备总司令部别动队司令、研究室主任。二二八事件中，命令許德輝作反間，煽動民眾動亂。
二二八事件后，离开情治系统，转入新闻界，以民间人士创办《全民日报》，并任社长。1951年出任《全民日报》、《民族日报》、《经济日报》联合版管理处主任委员，1953年三报联合版改组为《联合报》，任发行人。次年任第二届临时台灣省议会副议长。
1955年转入实业界，任民营台湾农林董事长兼总经理。后因违反《粮食管理治罪条例》，被判有期徒刑八年六个月。1959年因病保释出狱。1961年出任国泰产物保险董事长。后又任国泰人寿、国泰塑胶、国泰信托董事。1970年创办顶芳公司、顶兴企业公司。1980年病逝。

## 國泰人壽
民國四十九年，國民黨決定開放民間保險公司的設立，此時，原擔任台灣軍統局台灣站站長的林頂立，獲得高層默許申請即時開放的保險執照。
但林頂立因財力有限，輾轉找上當時的市議員蔡萬春，兩人便合作取得了保險公司的設立資格。民國五十年四月，「國泰產物保險公司」開業，林頂立擔任董事長、蔡萬春則擔任副董事長與總經理。當時「國泰」這個名字為林頂立所取，但今天國泰的歷史簡介裡卻隻字未提林頂立。
林頂立原籍雲林縣，日治時代曾赴日本明治大學攻讀經濟，畢業後進入中國軍界，其後在汕頭、廈門一帶為國民黨從事地下工作，深得當時軍統局局長戴笠賞識。
抗戰結束，林頂立回到台灣，任國民黨軍統局台灣站站長、台灣省警備總司令部特別隊的司令等職。其間發生二二八事件及後來殺戮民眾事件，林頂立是二二八事件槍決台灣民眾的執行者，在日後調查的文獻中，甚至被指為劊子手。
林頂立在情治界實力雄厚，但當年因得罪了國民黨的高層，又在民國四十五年時因違反糧食管理條例被判刑八年半，三年後才因病保釋出獄。
出獄後，林頂立遇上當時的財政部長嚴家淦，嚴家淦認為林頂立坐牢是冤獄，給與補償，讓林頂立申請保險業的第一張民營執照，之後在蔡萬春支持下成立國泰產險，一年後再成立國泰人壽，由林頂立任董事長，蔡萬春則是擔任副董事長與總經理。